# 펜던트

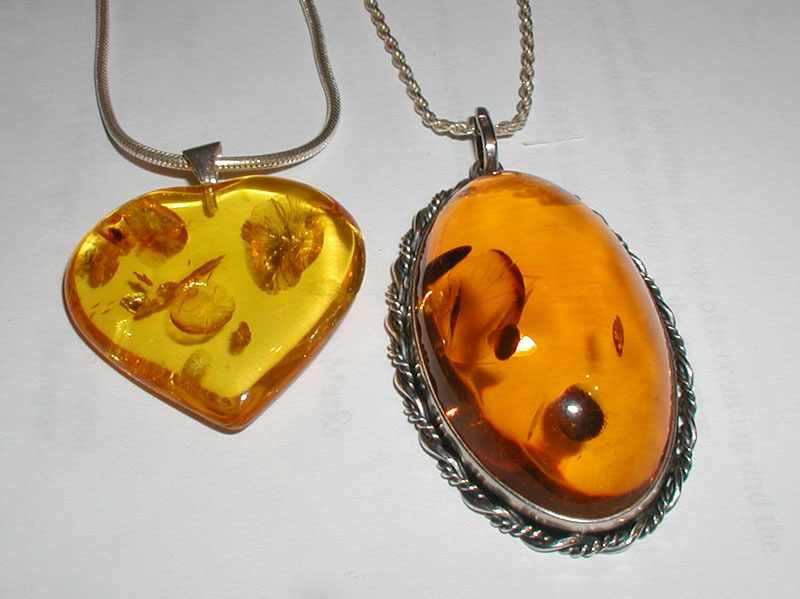
호박 펜던트

펜던트(영어: pendant)는 일반적으로 작은 고리로 목걸이에 부착된 느슨하게 매달린 주얼리로, "펜던트 목걸이"라고도 불린다.